# Hilarius von Orléans
Hilarius von Orléans (* um 1080 in oder bei Orléans; † 25. Dezember nach 1162 bei Paris) war Philologe und Literaturwissenschaftler, Klosterbeamter, Wanderdozent und Dichter im Frankreich des 12. Jahrhunderts. Aufgrund seiner Lyrik gilt er als maßgeblicher Vertreter der sogenannten Vagantendichtung.

## Leben
Hilarius wird um 1080 an unbekanntem Ort im Orléanais geboren, möglicherweise in Orléans selbst. Von seiner Familie weiß man nichts, außer dass Hilarius eine betuchte Schwester namens Hildburgis hat. Als junger Mann beginnt Hilarius um das Jahr 1095 herum in der Krondomäne Literatur und Dichtkunst zu studieren, Disziplinen, die zu dieser Zeit mehr in Orléans als in Paris in Blüte stehen. Kurz nach 1100 tritt Hilarius als persönlicher Sekretär in den Dienst Bischof Johanns von Orleáns, eines skandalumwitterten Geistlichen, der trotz aller Verdächtigungen bis 1125 im Amt bleibt. Sowohl beim Bischof als auch bei Hilarius sind homoerotische Neigungen nachzuweisen; inwieweit diese bei der Anstellung des Hilarius eine Rolle spielen, bleibt unklar.
Kurz vor 1109 fällt Hilarius bei seinem Dienstherrn in Ungnade und erhält nach 8 Jahren „fruchtlosen Dienstes“, wie er es selbst nennt, den Laufpass. Da holt Hugo Primas von Orléans Hilarius an die Domschule von Orléans, wohl mit Unterstützung des Domkapitels, welches gegen den Bischof opponiert. Ausschlaggebend für die Anstellung als Dozent ist das literarische Talent des Hilarius, seine scientia litterarum und seine doctrina, d. h. sein Wissen in der Literatur und seine Lehrbefähigung. In Hilarius scheint jedoch dem Primas alsbald ein solcher Konkurrent zu erwachsen, dass er ihm seinerseits die Gunst entzieht und ihn zum Wechsel in eine andere Stadt auffordert. Den ungünstigen Folgen eines nicht näher bekannten Zwischenfalls kann sich Hilarius nur durch Hilfe der Gebrüder Garlande, einer in Orléans sehr einflussreichen Familie des Hochadels, entziehen.
Hilarius verlässt schließlich mit 30 Jahren verbittert Orléans und begibt sich nach Angers. Er tritt als einer von drei Kanonikern in den Dienst des Nonnenklosters Le Ronceray bei Angers, als Notar und Pfarrverweser. Insgesamt 19 Urkunden des Klosters aus der Zeit zwischen 1109 und 1125 tragen seinen Namen, sie werden abgefasst in der Amtszeit der Äbtissinnen Tiburgis (1104–1122), Mabilia (1122–1124) und Hildburgis (1125–1130). Sein Nachfolger an der Domschule von Orléans scheint von so schlechter Qualität zu sein, dass Hugo Primas Hilarius mit schmeichlerischen Worten nach Orléans zurückruft, jedoch vergebens. Wenig später verlässt Hugo Primas seinerseits die Stadt an der Loire, erklärt sich zum Wanderscholar und zieht durch die Lande, seine Dienste als Literat und Poet anbietend.
In Angers widmet sich Hilarius neben seinen Amtsgeschäften weiter der Poesie, besingt in mehreren Gedichten gebildete Nonnen des Konvents, u. a. eine Novizin namens Bona, eine Nonne Superba, des Weiteren die Reklusin Eva aus Angers. Im Jahr 1121 verfasst er sogar ein amtliches Protokoll in Versform, um sein Talent zu zeigen. Es handelt sich um ein sogenanntes Gottesurteil zur Schlichtung eines Rechtsstreits bei Brissarthe. Wahrscheinlich nimmt Hilarius auch an einer Schulstiftung seines Ordens als Lehrer teil, diese Tätigkeit ist jedoch quellenmäßig nicht belegt.
Irgendwann im Lauf des Jahres 1126 – nach mehr als 17 Jahren Dienstzeit – kommt es zum Bruch mit der neuen Äbtissin. Hilarius verlässt als ca. 46-jähriger Mann den Konvent, um sich in die Champagne zum Philosophen und Theologen Peter Abaelard zu begeben, der am Flüsschen Ardusson das Oratorium des Paraclet errichtet hat und dort nun eine höchst erfolgreiche Schule betreibt. Hilarius bleibt für einige Zeit bei Peter Abaelard, den er als Logiker verehrt, und verfasste auch wenigstens zwei Gedichte über das damalige Leben. In einem dieser Gedichte bekennt Hilarius, dass er ein dickleibiger, aber lebenslustiger Mann ist. Spätestens im Jahr 1127 verlässt Peter Abaelard zum Kummer seiner Anhänger seine Schule am Ardusson und begibt sich nach Saint-Gildas-en-Rhuys in der Bretagne, um das dortige Abbatiat zu übernehmen. Da der Champagne zu dieser Zeit auch Krieg droht, verlaufen sich seine Schüler und auch Hilarius wird sich erneut auf den Weg gemacht haben.
Dieser Zeitpunkt markiert für Hilarius den Beginn eines Wanderlebens, von dem wir nicht genau wissen, wie lange es anhält. Es scheint ihn allerdings wie seinen Kollegen Hugo Primas von Orléans durch weite Teile Frankreichs zu führen. Von Vagantenklischees wie „Wein, Weib, Gesang“ ist bei Hilarius nichts nachzuweisen. Selbst wenn sein Leben unstet und wenig ortsgebunden ist, so ist es doch alles andere als ungeordnet und zügellos. Hilarius, dessen Ruf als Lehrer sich durch Mundpropaganda offensichtlich weit verbreitet hat, geht mit einzelnen Schulen oder Kapiteln von Kirchen und Stiften feste Zeitverträge mit definierter Vergütung ein und bedient damit gewissermaßen einen flexiblen Bildungsmarkt.
Sein Weg kann dabei in groben Zügen nachgezeichnet werden: Hilarius folgt dem Unterlauf der Loire und begibt sich über die südliche Bretagne hinein in das Bas-Poitou, Richtung Atlantikküste. Seine Stationen sind Machecoul im Pays de Retz, Montaigu und gegen 1138 auch Talmont in der heutigen Vendée. Nicht immer verläuft der Unterricht reibungslos, mitunter gibt es Ärger mit dem Schulgeld. Aber immerhin ist Hilarius so beliebt, dass er die Angebote anderer Schulstädte ausschlagen kann.
Im Jahr 1132 kehrt er nochmals nach Angers zurück, um zugunsten seines alten Konvents ein Zeugnis abzulegen, aber sein Aufenthalt in der Stadt ist nicht mehr von Dauer. Später, um 1135, erreicht ihn sogar ein Ruf als neuer Leiter der Domschule von Angers, vorgetragen durch den bisherigen Rektor Vasletus, der sich dabei breiter Unterstützung beim Klerus von Angers erfreut. Warum der nun ca. 55-jährige Hilairus ablehnt, ist unklar, aber möglicherweise spielen dabei seine schlechten Erfahrungen in Orléans eine Rolle. Mit dem Ruf nach Angers verliert sich Hilarius' Spur zunächst im Dunklen. Aus seinen Briefen dieser Zeit erfährt man, dass Hilarius sehr gläubig ist und sich als Lehrer rührend um seine Schüler kümmert.
Dass Hilarius noch im hohen Alter als Literaturprofessor lehrt, erfährt man von Wilhelm von Tyrus. Er belegt um 1160 herum bei Hilarius von Orléans die Fächer Philologie und Dichtkunst und studiert die klassischen Autoren. Dass sich Wilhelm in Orléans unterrichten lässt, ist indes nicht sicher; wahrscheinlicher gilt als Studienort Paris. Hilarius ist nun zwischen 70 und 80 Jahre alt, somit ein senior, d. h. ein Greis, wie ihn Wilhelm nennt. Hilarius unterrichtet dabei möglicherweise am selben Lehrstuhl, den sein früherer Mentor Hugo Primas – er ist um 1142 in Paris bezeugt – inzwischen verlassen hat. Die Anwesenheit der beiden Literaturprofessoren belegt, dass zu diesem Zeitpunkt die Metropole an der Seine Orléans als Studienzentrum für die antiken Autoren den Rang abgelaufen hat.
Wahrscheinlich tritt Hilarius zum Ende seines Lebens als monachus ad succurrendum, das heißt als Pflegling, in den Konvent von Saint-Victor ein, wo er am Weihnachtstag eines unbekannten Jahres verstirbt. Er hinterlässt diesem Konvent seine Briefsammlung.

## Profession
Am Leben des Hilarius, das sich im Gegensatz zu dem des Hugo Primas durch die hinterlassenen Briefe besser erschließt, lässt sich definieren, was zur damaligen Zeit unter einem Vagantendichter zu verstehen ist. Beide, Hilarius und Hugo Primas aus Orléans, entsagen nach einer anfänglichen Kirchen- bzw. Klosterkarriere dem etablierten Wissenschaftsbetrieb, um über Jahre – wenn nicht Jahrzehnte – als Vaganten durch die Lande zu ziehen und mal hier, mal dort ihre Fähigkeiten und Kenntnisse auf dem „freien Markt“ anzubieten. Alle Assoziationen mit einer Art von „gelehrtem Landstreicherwesen“ oder dem Goliardentum sind dabei überflüssig: Beide bestreiten durch die Unterrichtung zahlungsfähiger Kunden, die sie in diversen Schulstädten organisieren, weitaus effektiver ihren Lebensunterhalt als allein mit der Veröffentlichung ihrer Gedichte. Dass man sich durch die Betätigung als Wanderlehrer Reichtum verschafft, ist damit nicht gesagt: Von Hilarius wissen wir, dass er sich in Talmont unterbezahlt fühlt, und von Hugo Primas wird angenommen, dass er am Ende seines Lebens im Armenhospital landet. Dennoch scheinen die Gedichte des Primas das Zerrbild des Vagantendichtertums eher zu fördern als zu korrigieren. Die in ihnen erzählten Anekdoten über das „Leben des kleinen Mannes“, der ständig mit der Obrigkeit hadert und, weil er sich mit ihr angelegt hat, nun in demütigender Armut und Verachtung seine alten Tage verbringen muss, bedienen vermutlich mehr den Publikumsgeschmack, als dass sie der historischen Wahrheit entsprechen. Zumindest ergeben sich hieraus keine schlüssigen Beweise, dass dem so ist. Hilarius von Orléans seinerseits betätigt sich in diesem literarischen Genre so gut wie nicht, vermittelt vielmehr in seinen Briefen ein ganz anderes Bild. Sie zeigen die Professionalität und Planmäßigkeit, mit der ein wandernder Lehrer – und dies war Hilarius zuletzt in erster Linie: Lehrer, aber nicht Dichter – sein Geschäft betreibt. So ein Wanderdozent ist weder frei im eigentlichen Sinn, noch zählt er zu jenen ziellosen Vagabunden, die sich als Clerici vagi ganz unfromm „Wein, Weib und Gesang“ verschreiben oder als Goliarden die Verspottung und Verachtung des Establishments zum höchsten Lebensziel erklären. So könnte man, zumindest was Hilarius von Orléans betrifft, den klischeehaften Begriff des „Vagantendichters“ getrost durch den „eines Dozenten auf Abruf“ ersetzen.

„Die lateinische Lyrik wurde mit ihrer Spielbreite von profanen, zeitgeschichtlichen, satirischen oder erotischen Themen in der Hauptsache, soweit wir dafür Beweise haben, nicht von einem zerlumpten Haufen von Bohémiens, den fahrenden Scholaren, Vaganten, Goliarden gedichtet, sondern von hart arbeitenden hochgebildeten Akademikern[…]“

## Werk
Die in den Werken des Hilarius vernehmbare Virtuosität der Sprache, ihre Klangfarbe und literarische Vielseitigkeit – das Corpus umfasst neben einer Heiligenlegende und liturgischen Spielen auch einige Liebeslieder an Vertreter beiderlei Geschlechts – erheben diese in den höchsten Rang mittelalterlicher Dichtkunst. Seine Gedichte zeigen nicht nur eine souverän beherrschte Rhythmik und Metrik, sondern belegen auch den weitgespannten literarischen Bogen, den der Autor trotz aller dichterischer Individualität von den Klassikern wie Martial, Juvenal, Vergil, Ovid und Ausonius bis hin zu zeitgenössischen Poeten wie Marbod von Rennes, Balderich von Bourgueil, Hildebert von Lavardin und Peter Abaelard zu spannen weiß. Obendrein ist Hilarius auch in den Carmina Burana, der berühmten Gedichtsammlung aus Benediktbeuern, der Carl Orff zu einem hohen Bekanntheitsgrad verholfen hat, vertreten. Relativ eindeutige Textanalogien zwischen den Carmina 6 und 8 des Hilarius und den Carmina Burana 95 und 117 sprechen jedenfalls für einen gemeinsamen Verfasser.

### Manuskripte
- Grand laterne des Klosters Le Ronceray, 6 Urkundenrollen à 32 m × 0,6 m, aus dem 13. Jhd.
- MS 2418 aus der Schlossbibliothek Rosny-sous-Bois bei Paris, 12. Jhd.
- Cod. 998, Bibliothek Kloster Melk, Österreich.
- MS Paris BN 11331.
- MS Paris BN lat. 14615 (vormals St. Victor 1060), Abschrift 17. Jhd.
- MS Brüssel Bibl. Royale 1979.
- Cod. Vatic. lat. 2002.

### Sekundärliteratur
- Annales Ordinis S. Benedicti, ed. Jean Mabillon, Bd. 5, Buch 68, § 68–69, Lucca 1749, S. 249.
- Jacques Joseph Champollion-Figeac: Hilarii versus et ludi. Paris 1838.
- Cartularium B. Mariae Caritatis (Le Ronceray), ed. P. Marchegay, in: Archives d’Anjou, Bd. 3, Angers 1854, S. 168–169, 347 und 284–287.
- Hilaire, disciple d’Abélard, in: Histoire littéraire de la France, Bd. 12, Paris 1869, S. 251–254.
- P. Marchegay: Charte en vers de l’an 1121, composée par Hilaire, disciple d’Abailard et chanoine du Ronceray d’Angers, in: Bibliotheque de l’École des Chartes 37, 1876, S. 245–252.
- Achille Luchaire: Études sur quelques manuscrits de Rome et de Paris, in: Université de Paris, Bibliothèque de la Faculté des Lettres, Bd. 8, Paris 1899, S. 31ff.
- John Bernard Fuller: Hilarii versus et ludi, edited from the Paris MS, New York 1929.
- Therese Latzke: Abaelard, Hilarius und das Gedicht 22 der Ripoll-Sammlung, in: Mittellateinisches Jahrbuch 8, 1971, S. 70–89.
- Nikolaus Häring: Hilary of Orléans and his Letter Collection, in: Studi medievali, Serie terza, anno XIV. Fasc. 2, 1973, S. 1071–1122.
- Nikolaus Häring: Die Gedichte und Mysterienspiele des Hilarius von Orléans, in: Studi medievali, Serie terza, anno XVII. Fasc. 2, 1976, S. 915–968.
- Therese Latzke: Das Verwahrungsgedicht mit besonderer Berücksichtigung der Carmina Burana 95 und 117, in: Mittellateinisches Jahrbuch 11, 1976, S. 151–176.
- Therese Latzke: Zu dem Gedicht „De papa scolastico“ des Abaelard-Schülers Hilarius, in: Mittellateinisches Jahrbuch 13, 1978, S. 86–99.
- Therese Latzke: Zum ‚Iudicium de calumnia molendini Brisesarte‘ und zu den vier Nonnenepisteln des Hilarius, in: Mittellateinisches Jahrbuch 16, 1981, S. 73–96.
- Therese Latzke: Die Ganymed-Episteln des Hilarius, in: Mittellateinisches Jahrbuch 18, 1983, S. 131–159.
- Walther Bulst, Marie Luise Bulst-Thiele: Hilarii Aurelianensis versus et ludi, epistolae, ludus Danielis Ludus Danielis Belouacensis. Brill, Leiden 1989.
- Matthias Bielitz: Ludus Danielis Ludus Danielis Belouacensis, die Egerton Handschrift, Bemerkungen zur Musik des Daniel-Spiels (= Mittellateinischen Studien und Texte 16). Leiden 1989.
- Werner Robl: Der Dichter und Lehrer Hilarius von Orléans, Auf den Spuren eines Abaelard-Schülers. Neustadt 2002.
- Marian Weiß: Die mittelalterliche Goiardendichtung und ihr historischer Kontext: Komik im Kosmos der Kathedralschulen Nordfrankreichs. Inaugural-Dissertation zur Erlangung des Doktorgrades der Philosophie des Fachbereichs 04 der Justus-Liebig-Universität Gießen 2018, bes. S. 55–59 (Digitalisat).